# Diuris emarginata
Diuris emarginata är en orkidéart som beskrevs av Robert Brown. Diuris emarginata ingår i släktet Diuris och familjen orkidéer.

## Underarter
Arten delas in i följande underarter:
- D. e. emarginata
- D. e. pauciflora